# 코호몰로지
대수적 위상수학과 호몰로지 대수학에서 코호몰로지(영어: cohomology)는 공사슬 복합체의 원소들의 몫군이다. 사슬 복합체에 대하여 정의되는 호몰로지에 대응되는 개념이다.

## 정의
다음과 같은 공사슬 복합체가 주어졌다고 하자. (이는 사용하는 (코)호몰로지 이론에 따라서 위상 공간 {\displaystyle X}에서 정의할 수 있다.)
{\displaystyle \cdots \leftarrow C^{n+1}(X;G)\ {\stackrel {\delta ^{n}}{\leftarrow }}\ C^{n}(X;G)\ {\stackrel {\delta ^{n-1}}{\leftarrow }}\ C^{n-1}(X;G)\leftarrow \cdots \leftarrow C^{0}(X;G)\leftarrow 0.}
그렇다면 코호몰로지 군(cohomology group) {\displaystyle H^{n}(X;G)}은 다음과 같다.
{\displaystyle H^{n}(X;G)=\ker \delta ^{n}/\operatorname {im} \delta ^{n-1}}.

## 참고 문헌
- Hatcher, Allen (2001). 《Algebraic Topology》. Cambridge: Cambridge University Press. ISBN 0-521-79160-X.

## 같이 보기
- 체흐 코호몰로지
- 특이 코호몰로지
- 모티브 코호몰로지
- 드람 코호몰로지
- 돌보 코호몰로지
- 군 코호몰로지